# Corniero
Corniero es una localidad española perteneciente al municipio de Crémenes, en la provincia de León, comunidad autónoma de Castilla y León.

## Geografía

### Ubicación
| Noroeste: Primajas  | Norte: Viego               | Noreste: Valbuena del Roblo |
| Oeste: Primajas     |                            | Este: Crémenes              |
| Suroeste Vozmediano | Sur: La Velilla de Valdoré | Sureste: Villayandre        |

## Demografía
Evolución de la población
| Gráfica de evolución demográfica de Corniero entre 2000 y 2017     |
|                                                                    |
| Población de derecho (2000-2017) según el padrón municipal del INE |